# Bulgaarse Volksunie
De Bulgaarse Volksunie of Bulgaarse Nationale Unie (Bulgaars: Български народен съюз, Balgarski Naroden Sajoez), is een Bulgaarse alliantie van gematigd conservatief karakter. De alliantie werd in 2005 gevormd. Bij de parlementsverkiezingen van 25 juni 2005 behaalde de BNS 5,7% van de stemmen, goed voor 13 van de 240 zetels tellende Narodno Sobranie (Nationale Vergadering), één zetel meer dan bij de verkiezingen van 2001.
De voorzitter van de BNS is Stefan Sofijanski, voormalig burgemeester van de hoofdstad Sofia. Hij raakte in 2006 in opspraak. Zijn naam wordt in verband gebracht met corruptieschandalen.

## Partijen in de Bulgaarse Volksunie
- Bulgaarse Agrarische Nationale Unie - Volksunie (Balgarski Zemedelski Naroden Sajoez - Naroden Sajoez)
- Interne Macedonische Revolutionaire Organisatie - Bulgaarse Nationale Beweging (Vatresjna Makedonska Revoliucionna - Balgarsko Nacionalno Dvizjenie)
- Unie van Vrije Democraten (Sajoez na svobodnite demokrati)

## Verkiezingsuitslagen
| Zetelverdeling 2005-heden |
| ------------------------- |
| 2005: 13                  |